# Leszek Dunin-Borkowski
Aleksander Leszek Dunin-Borkowski (11. ledna 1811 Horodok – 30. listopadu 1896 Lvov) byl haličský a rakouský politik polské národnosti, během revolučního roku 1848 poslanec Říšského sněmu.

## Biografie
Jeho bratrem byl spisovatel a filolog Józef Dunin-Borkowski. Leszek byl aktivní během listopadového povstání roku 1831.
Během revolučního roku 1848 se zapojil do politického dění. Ve volbách roku 1848 byl zvolen na rakouský ústavodárný Říšský sněm. Zastupoval volební obvod Lvov III v Haliči. Uvádí se jako majitel panství. Patřil ke sněmovní levici.
Později byl poslancem Haličského zemského sněmu. Předsedal lvovské společnosti krásných umění.